# Ḩadīqat aş Şafā
Ḩadīqat aş Şafā (arabiska: حديقة الصفا) är en park i Förenade Arabemiraten.   Den ligger i emiratet Dubai, i den norra delen av landet, 120 kilometer nordost om huvudstaden Abu Dhabi.
Terrängen runt Ḩadīqat aş Şafā är huvudsakligen platt, men österut är den kuperad. Havet är nära Ḩadīqat aş Şafā åt nordväst.  Trakten runt Ḩadīqat aş Şafā är ganska tätbefolkad, med 214 invånare per kvadratkilometer.. Närmaste större samhälle är Dubai, 15,3 kilometer sydväst om Ḩadīqat aş Şafā. 